# Кенедијеви (мини-серија)
Кенедијеви (енгл. The Kennedys) је америчка драмска серија из 2011, о породици Кенедијевих.

## Улоге
| Глумац              | Улога                   |
| ------------------- | ----------------------- |
| Грег Кинир          | Џон Кенеди              |
| Кејти Холмс         | Жаклина Кенеди          |
| Бари Пепер          | Роберт Кенеди           |
| Том Вилкинсон       | Џозеп П. Кенеди Старији |
| Крис Дјамантополоуз | Френк Синатра           |
| Шарлот Суливан      | Мерилин Монро           |
| Дијана Хардкасл     | Роуз Фицџералд          |
| Кристин Бот         | Етел Кенеди             |
| Серџ Хоуд           | Сем Гјанкана            |
| Енрико Колантони    | Џон Едгар Хувер         |
| Дон Елисон          | Линдон Џонсон           |
| Ротхафорд Греј      | Абрахам Болден          |
| Габријел Хоган      | Џозеп П. Кенеди Млађи   |

## Спољашње време
- Кенедијеви на веб-сајту  (језик: енглески)